# Kim & Hallo Vol.2
Kim & Hallo Vol.2 er et Kim & Hallo-album, som udkom i 1993.

## Nummerliste
1. "Dig vil jeg elske al min tid" (Mona Gustavsson/Kim Harring)
2. "Vi elsker sommeren" (Hans Martin/Gunborg Martin/Evy Karitz/Leif Schouby/Kim Harring)
3. "Vore veje skal mødes igen" (M.Lindblom/J. de Mylius)
4. "Visse blomster visner aldrig" (M.Ekwall/Kim Harring)
5. "Det er kjærlighed" (Lars Erik Gustav Holm/Evy Karitz/Leif Schoby/Keld Dons)
6. "Over sø over land" (S.Nilsson/Keith Almgren/Fini)
7. "Ring til mig" (Keld Dons)
8. "Mademoiselle" (L.Clerwall/Jacob Jonia)
9. "Stop en gang" (Patrik Lindqvist/Keith Almgren/Evy Karitz/Leif Schouby/Kim Harring)
10. "Som en sommerfugl" (Tony Åbo)
11. "Lille Laila" (A.Heltzen/J. de Mylius)